# Xenortholitha corioidea
Xenortholitha corioidea là một loài bướm đêm trong họ Geometridae.